# 스파다 코다트론카

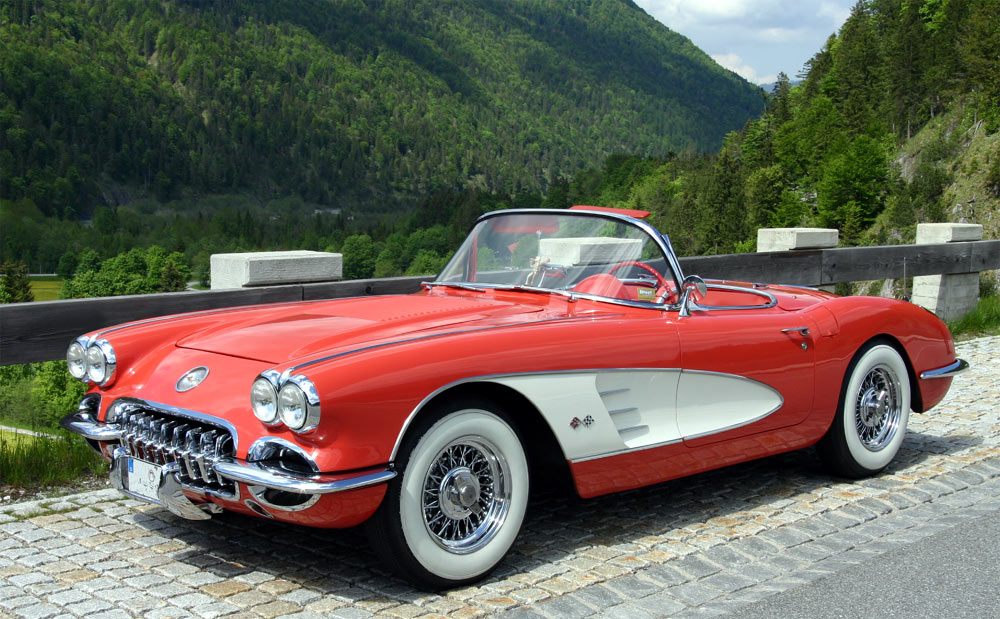

스파다 코다트론카는 스텔스기를 형상화한 외모로 만들어진 스파다 사의 스포츠카로, 콜벳을 기반으로 한다.